# Aderganna
Aderganna är ett släkte av insekter. Aderganna ingår i familjen dvärgstritar.
Kladogram enligt Catalogue of Life:
| Aderganna | \| \| Aderganna aethiopica \| \| \| \| \| \| Aderganna nigra \| \| \| \| |
|           | \| \| Aderganna aethiopica \| \| \| \| \| \| Aderganna nigra \| \| \| \| |
|           | Aderganna aethiopica                                                     |
|           |                                                                          |
|           | Aderganna nigra                                                          |
|           |                                                                          |